# Premio Lenin per la pace
Il Premio Lenin per la pace (per esteso in russo: Международная Ленинская премия «За укрепление мира между народами», Meždunarodnaja Leninskaja premija «Za ukreplenie mira meždu narodami», "Premio Lenin internazionale «per il consolidamento della pace tra i popoli»"), chiamato Premio Stalin per la pace dalla nascita fino al 1956, era la risposta dell'Unione Sovietica ai premi Nobel per la pace. Veniva assegnato da un comitato internazionale scelto dal governo sovietico alle personalità che avessero "rinforzato la pace tra i popoli".
A differenza del premio Nobel, il premio Lenin per la pace era generalmente assegnato a più personalità nel corso dello stesso anno. In seguito alla denuncia dello stalinismo da parte di Nikita Chruščёv nel corso del XX Congresso del Partito Comunista dell'Unione Sovietica del 1956, il premio fu ribattezzato premio Lenin per la pace fino al 1990.
Nel 1991, con la dissoluzione dell'Unione Sovietica, si smise di conferire il premio.

## Elenco dei premiati

### Premio Stalin per la pace

#### 1950
- Frédéric Joliot-Curie
- Soong Ching-ling (Madame Sun Yat-sen)
- Hewlett Johnson
- Eugénie Cotton
- Arthur Moulton (rifiutato)
- Pak Chong Ae
- Heriberto Jara Corona
- Pablo Picasso

#### 1951
- Guō Mòruò
- Monica Felton
- Oyama Ikuo
- Pietro Nenni che, nel 1956, a seguito dell'invasione militare sovietica in Ungheria, lo restituì devolvendo la somma ricevuta alla Croce Rossa Internazionale in favore delle vittime della rivoluzione ungherese e della crisi di Suez[1]
- Anna Seghers
- Jorge Amado

#### 1952
- Johannes Becher
- Eliza Branco
- Il'ja Ėrenburg
- Rev. James Gareth Endicott
- Yves Farge
- Saifuddin Kitchlew
- Paul Robeson

#### 1953
- Andrea Andreen
- John Desmond Bernal
- Isabelle Blume
- Howard Fast
- Leon Kruczkowski
- Pablo Neruda
- Nina Vasilevna Popova
- Sir Sahib Singh Sokhey
- Pierre Cot

#### 1954
- Alain Le Léap
- Baldomero Sanincano
- Prijono
- Bertolt Brecht
- Andrea Gaggero
- André Bonnard
- Thakin Kodaw Hmaing
- Felix Iversen
- Nicolás Guillén
- Denis Nowell Pritt

#### 1955
- Lázaro Cárdenas del Río
- Mohammed Al-Ashmar
- Karl Joseph Wirth
- Tôn Đức Thắng
- Akiko Seki
- Ragnar Forbeck

### Premio Lenin per la pace

#### 1957
- Louis Aragon
- Emmanuel d'Astier
- Heinrich Brandweiner
- Danilo Dolci
- María Rosa Oliver
- Chandrasekhara Venkata Raman
- Udakandawala Saranankara Thero
- Nikolaj Semënovič Tichonov

#### 1958
- Josef Lukl Hromádka
- Artur Lundkvist
- Louis Saillant
- Kaoru Yasui
- Arnold Zweig

#### 1959
- Otto Buchwitz
- W.E.B. DuBois
- Nikita Chruščёv
- Ivor Montagu
- Kostas Varnalis

#### 1960
- Laurent Casanova
- Cyrus Eaton
- Sukarno

#### 1961
- Fidel Castro
- Ostap Dlussky
- William Morrow
- Rameshvari Neru
- Mihail Sadoveanu
- Antoine Tabet
- Ahmed Sékou Touré

#### 1962
- István Dobi
- Olga Poblete de Espinosa
- Faiz Ahmed Faiz
- Kwame Nkrumah
- Pablo Picasso
- Georgi Trajkov
- Manolis Glezos
- Konstantin Simun

#### 1963
- Oscar Niemeyer

#### 1964
- Dolores Ibárruri
- Rafael Alberti
- Aruna Asaf Ali
- Kaoru Ota

#### 1965
- Miguel Ángel Asturias
- Mirjam Vire-Tuominen
- Peter Ayodele Curtis Joseph
- Giacomo Manzù
- Jamtsarangiyn Sambuu

#### 1966
- Herbert Warnke
- Rockwell Kent
- Ivan Málek
- Martin Niemöller
- David Alfaro Siqueiros
- Bram Fischer

#### 1967
- Joris Ivens
- Nguyen Thi Dinh
- Jorge Zalamea
- Romes Chandra
- Endre Sík
- Jean Effel

#### 1968-1969
- Akira Iwai
- Jarosław Iwaszkiewicz
- Khaled Mohieddin
- Linus Pauling
- Shafie Ahmed el Sheikh
- Bertil Svahnstrom
- Ludvík Svoboda

#### 1970-1971
- Eric Henry Stoneley Burhop
- Ernst Busch
- Khālid Muḥyi al-Dīn
- Tsola Dragoicheva
- Renato Guttuso
- Kamal Jumblatt
- Alfredo Varela

#### 1972
- James Aldridge
- Salvador Allende
- Leonid Il'ič Brežnev
- Enrique Pastorino

#### 1973-1974
- Luis Corvalán
- Raymond Goor
- Jeanne Martin-Cissé

#### 1975-1976
- Hortensia Bussi de Allende
- János Kádár
- Seán MacBride
- Samora Machel
- Agostinho Neto
- Yiannis Ritsos

#### 1977-1978
- Kurt Bachmann
- Freda Yetta Brown
- Angela Davis
- Vilma Espín Guillois
- Kumara Padma Sivasankara Menon
- Halina Skibniewska

#### 1979
- Hervé Bazin
- Lê Duẩn
- Urho Kekkonen
- Abd al-Rahman al-Sharqawi
- Miguel Otero Silva

#### 1980-1982
- Mahmoud Darwish
- John Morgan
- Mikīs Theodōrakīs

#### 1983-1984
- Indira Gandhi
- Jean-Marie Léger
- Eva Palmer
- Nguyễn Hữu Thọ
- Luis Vidales
- Joseph Weber
- Charilaos Florakis

#### 1985-1986
- Miguel d'Escoto Brockmann
- Dorothy Hodgkin
- Herbert Mies
- Julius Nyerere
- Petr Tanchev

#### 1986-1987
- Evan Litwack

#### 1988
- Abdul Sattar Edhi

#### 1990
- Nelson Mandela[2]